# Renault (equipa ciclista)
A equipa Renault foi uma equipa ciclista francesa que competiu profissionalmente entre 1978 e 1985. O patrocinador principal foi a empresa automobilística Renault.

## História
Nasceu como herdeiro da antiga Gitane-Campagnolo após a aquisição por parte da Renault da fábrica de bicicletas Gitane.
Tem um grande palmarés, especialmente no Tour de France no que conseguiu seis triunfos finais em oito anos de existência. Foi a equipa de referência de Bernard Hinault, mas também outros grandes ciclistas como Laurent Fignon, Greg LeMond, Marc Madiot ou Charly Mottet.
A equipa desapareceu no final de 1985 com o abandono da Renault do patrocínio. No ano seguinte, Cyrille Guimard criou a Système U.

## Principais resultados
- Giro de Lombardia: Bernard Hinault (1979)
- Flecha Valona: Bernard Hinault (1979, 1983)
- Liège-Bastogne-Liège: Bernard Hinault (1980)
- Paris-Roubaix: Bernard Hinault (1981), Marc Madiot (1985)
- Amstel Gold Race: Bernard Hinault (1981)

### Em grandes voltas
- Volta a Espanha
  - 2 participações ((1978, 1983)
  - 12 vitórias de etapa:
    - 7 em 1978: Bernard Hinault (5), Willy Teirlinck (2)
    - 5 em 1983: Dominique Gaigne, Laurent Fignon, Pascal Poisson, Bernard Hinault (2)

  - 2 vitórias final: Bernard Hinault (1978, 1983)

- Tour de France
  - 8 participações (1978, 1979, 1980, 1981, 1982, 1983, 1984, 1985)
  - 36 vitórias de etapa:
    - 3 em 1978: Bernard Hinault (3)
    - 8 em 1979: Bernard Hinault (7), Pierre-Raymond Villemiane
    - 3 em 1980: Bernard Hinault (3)
    - 5 em 1981: Bernard Hinault (5)
    - 4 em 1982: Bernard Hinault (4)
    - 3 em 1983: Dominique Gaigne, Philippe Chevallier, Laurent Fignon
    - 10 em 1984: CRE, Marc Madiot, Laurent Fignon (5), Pascal Jules, Pascal Poisson, Pierre-Henri Menthéour

  - 6 vitórias final: Bernard Hinault (1978, 1979, 1981, 1982), Laurent Fignon (1983, 1984)
  - 10 classificações secundárias:
    - Classificação dos sprints intermediários: Jacques Bossis (1978)
    - Classificação por pontos: Bernard Hinault (1979)
    - Classificação dos jovens: Jean-René Bernaudeau (1979), Laurent Fignon (1983), Greg LeMond (1984)
    - Prêmio da combatividade: Bernard Hinault (1981)
    - Classificação da combinada: Bernard Hinault (1981, 1982)
    - Classificação por equipas: (1979, 1984)

- Giro d'Italia
  - 3 participações (1980, 1982, 1984)
  - 12 vitórias de etapa:
    - 3 em 1980: Yvon Bertin,Bernard Hinault, Jean-René Bernaudeau
    - 6 em 1982: CRE, Bernard Hinault (4), Bernard Becaas
    - 3 em 1984: CRE, Martial Gayant, Laurent Fignon

  - 2 vitórias final: Bernard Hinault (1980, 1982)
  - 3 classificações secundárias:
    - Grande Prêmio da montanha: Laurent Fignon (1984)
    - Classificação dos jovens: Charly Mottet (1984)
    - Classificação por equipas: (1984)